# Гамильтон, Джеймс, 2-й герцог Аберкорн

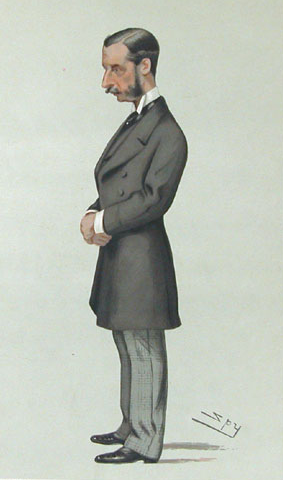
Герцог и маркиз Гамильтон, Лесли Уорд, 1881 год

Джеймс Гамильтон, 2-й герцог Аберкорн (англ. James Hamilton, 2nd Duke of Abercorn; 24 августа 1838 — 3 января 1913) — британский аристократ, дипломат и наследственный пэр. Он был известен как виконт Гамильтон с 1838 по 1868 год и маркиз Гамильтон с 1868 по 1885 год.

## Биография
Лорд Гамильтон родился 24 августа 1838 года. Старший сын Джеймса Гамильтона, 2-го маркиза, а затем 1-го герцога Аберкорна (1811—1885), и его жены леди Луизы Джейн Рассел (1812—1905), второй дочери Джона Рассела, 6-го герцога Бедфорда. Он получил образование, как и его отец, в Харроу и Крайст-черче в Оксфорде, куда поступил 28 мая 1857 года. После окончания Оксфорда с дипломом бакалавра в 1860 году был избран в парламент в качестве консервативного депутата от графства Донегол, избирательного округа, который он представлял с 1860 по 1880 год. После службы верховным шерифом Тирона в 1863 году он снова поступил в университет и в 1865 году получил степень магистра (в том же году он стал компаньоном ордена Бани). В том же году он отправился с дипломатической миссией в Данию. Служил лордом опочивальни принца Уэльского с 1866 по 1885 год; в последний год занял отцовскую должность лорда-лейтенанта графства Донегол и унаследовал отцовский титул пэра. Возглавил ответ лордов на Тронную речь, одетый в мундир лорда-лейтенанта Донегола 21 января 1886 года. Гамильтон стал Великим магистром Великой ложи Ирландии в 1886 году, этот пост он занимал до самой смерти. В 1887 году был назначен членом Тайного совета Ирландии.
Аберкорн занимал несколько должностей после вступления в этот титул, в том числе камергер стула (1886—1891) и председатель Британской Южно-Африканской компании. В начале 1901 года был назначен королем Эдуардом возглавить специальную дипломатическую миссию, чтобы объявить о вступлении на трон короля правительствам Дании, Швеции и Норвегии, России, Германии и Саксонии.
Гамильтон был кавалером Ордена Подвязки. Умер от пневмонии в Лондоне в возрасте 74 лет. Похоронен на кладбище при приходской церкви Баронскорт, традиционном месте захоронения герцогов Аберкорн и их семей.

## Семья и дети
7 января 1869 года Джеймс Гамильтон женился на леди Мэри Энн Керзон-Хау (23 июля 1848 — 10 мая 1929), дочери Энн Гор (1832—1877), дочери адмирала сэра Джона Гора (1772—1836) и Ричарда Керзона-Хоу, 1-й граф Хоу (1796—1870). У них было две дочери и семь сыновей:
- Джеймс Альберт Эдвард Гамильтон, 3-й герцог Аберкорн (30 ноября 1869 — 12 сентября 1953), старший сын и преемник отца
- Лорд Клод Пенн Александр Гамильтон (18 октября 1871 — 18 октября 1871) (в тот же день)
- Лорд Чарли Гамильтон (10 апреля 1874 — 10 апреля 1874) (в тот же день)
- Леди Александра Филлис Гамильтон (23 января 1876 — 10 октября 1918), покровительницей которой при крещении была принцесса Уэльская Александра. Она погибла, когда RMS Leinster был торпедирован немецкой подлодкой и затонул. Она не была замужем.
- Лорд Клод Фрэнсис Гамильтон (25 октября 1878 — 25 декабря 1878) (в возрасте 2 месяцев)
- Леди Глэдис Мэри Гамильтон (10 декабря 1880 — 12 марта 1917), которая в 1902 году вышла замуж за Ральфа Фрэнсиса Говарда, 7-го графа Уиклоу[англ.] (1877—1946). Она была его первой женой, и у них был один сын.
- Лорд Артур Джон Гамильтон (20 августа 1883 — 6 ноября 1914), который был заместителем хозяина дома с 1913 года, капитаном Ирландской гвардии и был убит в бою в Первой битве при Ипре.
- Лорд (неназванный) Гамильтон (31 октября 1886 — 31 октября 1886) (в тот же день)
- Лорд Клод Найджел Гамильтон (10 ноября 1889 — 22 августа 1975), капитан гренадерской гвардии, воевал в Первую мировую войну и служил при дворе короля Георга V, его вдовы и королевы Елизаветы II в качестве заместителя хозяина дома, в качестве дополнительного конюшего, в качестве конюшего в рядовых и в качестве контролера казначейства. В 1933 году он женился на Вайолет Руби Эштон (? — 1986). Детей у них не было.

## Ордена и награды
Великобритания:
- Компаньон (кавалер) Ордена Бани, 1865 год
- Кавалер Ордена Подвязки, 10 августа 1892 года[8]

Иностранные:
- Кавалер Ордена Железной короны (Королевство Италия)
- Командор Австрийского императорского ордена Леопольда, 1881 год (Австро-Венгрия)[10]
- Кавалер Большого креста Ордена Данеброга, 10 марта 1888 года (Дания)[11]
- Кавалер Ордена Святой Анны (Российская империя)

## Титулы
- 2-й герцог Аберкорн (с 31 октября 1885)
- 11-й лорд Аберкорн из Линлитгоу (с 31 октября 1885)
- 11-й лорд Пейсли, графство Ренфру (с 31 октября 1885)
- 7-й баронет Гамильтон из Доналонга, графство Тирон, и Нины, графство Типперери (с 31 октября 1885)
- 12-й лорд Гамильтон, барон Страбан, графство Тирон (с 31 октября 1885)
- 3-й маркиз Аберкорн (с 31 октября 1885)
- 4-й виконт Гамильтон (с 31 октября 1885)
- 2-й маркиз Гамильтон из Страбана, графство Тирон (с 31 октября 1885)
- 11-й граф Аберкорн (с 31 октября 1885)
- 11-й лорд Пейсли, Гамильтон, Маунткасл и Килпатрик (с 31 октября 1885)
- 6-й барон Маунткасл, графство Тирон (с 31 октября 1885)
- 6-й виконт Страбан (с 31 октября 1885).